# Saint-Offenge-Dessous
Saint-Offenge-Dessous era una comuna francesa situada en el departamento de Saboya, de la región de Auvernia-Ródano-Alpes, que el 1 de enero de 2015 fue suprimida al fusionarse con la comuna de Saint-Offenge-Dessus, formando la comuna nueva de Saint-Offenge.

## Demografía
| Gráfica de evolución demográfica de Saint-Offenge-Dessous entre 1800 y 2013 |
|                                                                             |

Los datos demográficos contemplados en este gráfico de la comuna de Saint-Offenge-Dessous se han cogido de 1800 a 1999 de la página francesa EHESS/Cassini, y los demás datos de la página del INSEE.